# Маркос Лопес
Маркос Хоан Лопес Ланфранко (ісп. Marcos Johan López Lanfranco; нар. 20 листопада 1999, Кальяо) — перуанський футболіст, захисник клубу «Феєнорд» та збірної Перу.

## Клубна кар'єра
Вихованець клубу «Універсідад Сан-Мартін». 14 серпня 2016 року в матчі проти «Спорт Уанкайо» він дебютував у перуанській Прімері. Загалом зіграв 2 матчі у чемпіонаті за рідну команду.
Влітку 2017 року Маркос перейшов у «Спортінг Крістал». 25 лютого 2018 року в матчі проти клубу «Комерсіантес Унідос» він дебютував за нову команду. У поєдинку проти клубу «Депортіво Мунісіпаль» Лопес забив свій перший гол за «Спортінг Крістал».
6 січня 2019 року Лопес перейшов до клубу MLS «Сан-Хосе Ерсквейкс», підписавши довготривалий контракт. 2 березня в матчі стартового туру сезону 2019 проти «Монреаль Імпакт» він дебютував у північноамериканській лізі. У березні 2020 року Лопес був відданий в оренду афілійованому з «Ертквейкс» клубу з Чемпіонату ЮСЛ «Ріно 1868», де зіграв у матчі стартового туру сезону 2020 року проти клубу «Такома Діфаєнс». 3 жовтня у матчі «Сан-Хосе» проти «Гелаксі» він забив свій перший гол у MLS. У квітні 2021 року Лопес отримав грін-карту і в MLS перестав вважатися іноземним гравцем.
8 серпня 2022 року перейшов у нідерландський «Фейєнорд», підписавши з клубом чотирирічний контракт. Він дебютував за клуб 11 серпня 2022 року в матчі проти роттердамської «Спарти» (3:0).

## Міжнародна кар'єра
У складі молодіжної збірної Перу Лопес взяв участь у молодіжному чемпіонаті Південної Америки 2017 року в Еквадорі. На турнірі він зіграв у чотирьох матчах, але перуанці посіли останнє місце у групі. За два роки зіграв і на наступному турнірі у Чилі, але і там Перу не вийшло з групи.
За національну збірну Перу Лопес дебютував 9 вересня 2018 року у товариському матчі зі збірною Німеччини, вийшовши на заміну на 67-й хвилині замість Едісона Флореса.
Лопес був включений до складу збірної на Кубок Америки 2021 року в Бразилії. На турнірі зіграв у 4 іграх і допоміг команді посіти 4 місце.

## Досягнення
- Чемпіон Перу: 2018

«Феєнорд»
- Чемпіон Нідерландів: 2022–23[13]
- Володар Кубка Нідерландів: 2023–24[14]
- Володар Суперкубка Нідерландів: 2024[15]

«Копенгаген»
- Чемпіон Данії: 2024–25
- Володар Кубка Данії: 2024–25